# Ministri
Ministri ist eine italienische Alternative-Rock-Band.

## Bandgeschichte
Die drei Gründungsmitglieder Federico Dragogna (Gitarre), Davide Autelitano (Gesang und Bass) und Michele Esposito (Schlagzeug) lernten sich in der Oberschule kennen und gründeten die Band 2003, zuerst unter dem Namen Ministro del Tempo. 2006 veröffentlichte das Trio beim unabhängigen Label Otorecords das Debütalbum I soldi sono finiti, nun unter dem verkürzten Bandnamen. Nach längeren Konzerttätigkeiten wurde die Band beim Major-Label Universal unter Vertrag genommen.
Bei Universal debütierte die Band 2008 mit der EP La piazza, gefolgt vom Album Tempi bui, das auch die italienischen Albumcharts erreichte. Seitdem veröffentlichte sie regelmäßig erfolgreiche Alben.

## Diskografie
Alben

| Jahr | Titel                   | Höchstplatzierung, Gesamtwochen, AuszeichnungChartsChartplatzierungen (Jahr, Titel, Platzierungen, Wochen, Auszeichnungen, Anmerkungen) | Anmerkungen                                        |
| Jahr | Titel                   | IT | Anmerkungen                                        |
| ---- | ----------------------- | --- | -------------------------------------------------- |
| 2006 | I soldi sono finiti     | IT99 (1 Wo.)IT | Charteinstieg erst bei Neuauflage 2011 (Universal) |
| 2009 | Tempi bui               | IT64 (2 Wo.)IT | Universal                                          |
| 2010 | Fuori                   | IT15 (2 Wo.)IT | Universal                                          |
| 2013 | Per un passato migliore | IT7 (9 Wo.)IT | Warner                                             |
| 2015 | Cultura generale        | IT3 (8 Wo.)IT | Warner                                             |
| 2018 | Fidatevi                | IT6 (5 Wo.)IT | Artist First                                       |
| 2022 | Giuramenti              | IT15 (1 Wo.)IT |                                                    |

EPs
- La piazza (Universal; 2008)
- Cronaca nera e musica leggera (Universal; 2021)

## Belege
1. ↑  Alben von Ministri. In: Italiancharts.com. Hung Medien, abgerufen am 2. Dezember 2021.